# Ricciarda Gonzaga
Ricciarda Gonzaga (Novellara, 22 agosto 1698 – Massa, 24 novembre 1768) è stata una nobile italiana, duchessa consorte di Massa e principessa consorte di Carrara, ultima contessa di Novellara e Bagnolo.

## Biografia

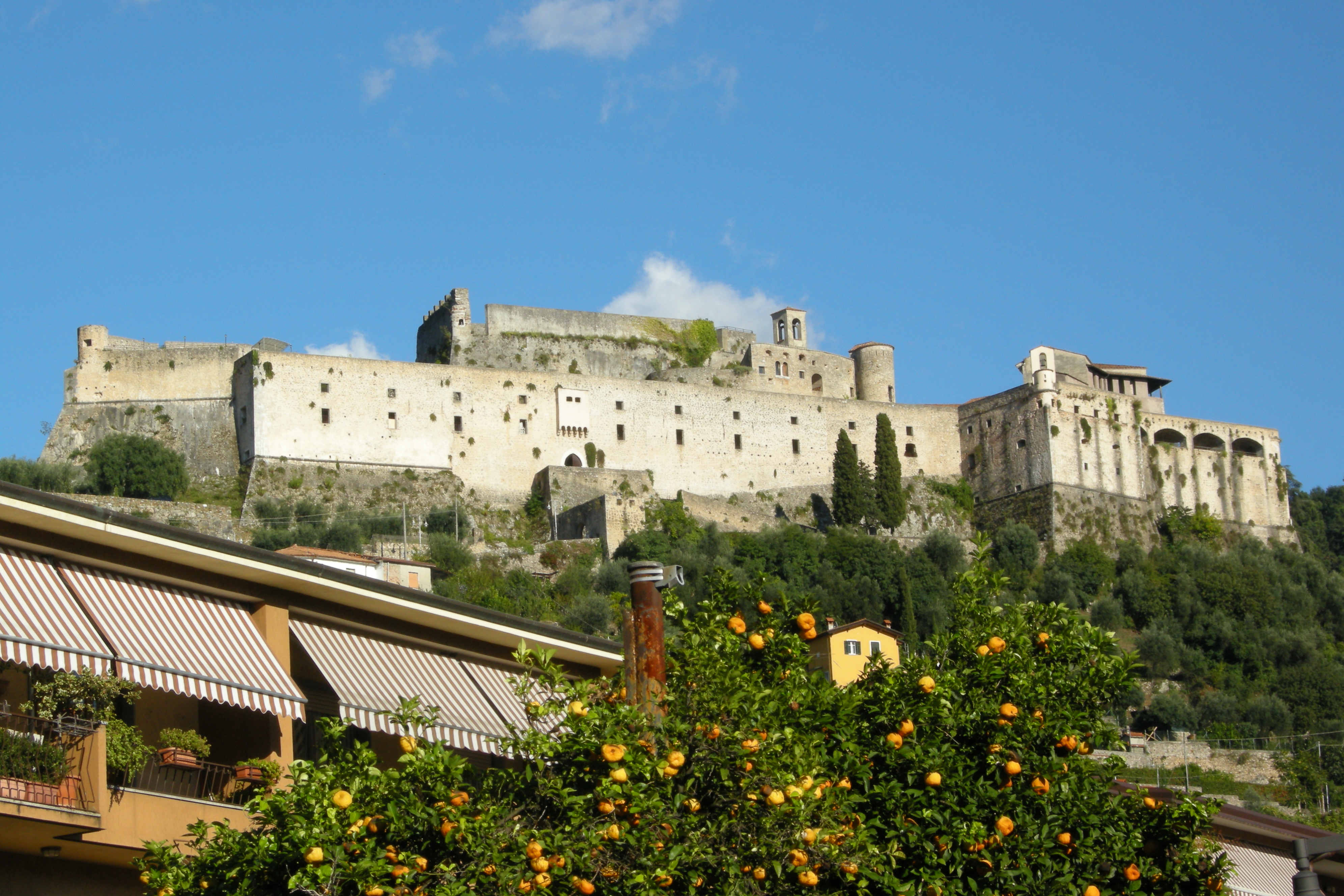
Massa: la rocca Malaspina

Ricciarda nacque il 22 agosto 1698 a Novellara; figlia di Camillo III Gonzaga, ottavo conte di Novellara e Bagnolo, e di Matilde d'Este di San Martino. Fu l'ultima esponente della linea diretta e dinastica dei Gonzaga di Novellara e Bagnolo. Alla nipote Maria Beatrice d'Este spetterà idealmente la sua eredità, insieme a quelle estensi e dei Cybo-Malaspina.

### Duchessa consorte di Massa
Sposò a Milano, il 29 aprile 1715, il lontano cugino Alderano Cybo-Malaspina, fratello minore ed erede presuntivo del terzo duca di Massa e principe di Carrara, Alberico III. Pochi mesi dopo la celebrazione del matrimonio, il duca regnante morì e, per succedergli, Aldemaro I dovette venire a patti con il fratello maggiore, Camillo, avviato alla carriera ecclesiastica e futuro patriarca latino di Costantinopoli e cardinale, il quale per rinunciare ai propri diritti sul ducato ottenne di conservare per sé in appannaggio tutti i beni feudali e allodiali che la famiglia possedeva nello Stato pontificio e nel regno di Napoli.
Anche a causa della perdita di tali entrate, Alderano I incontrò notevolissime difficoltà nel governo del ducato, le cui finanze dissestate non erano sufficienti a sostenere la corte e lo stile di vita dissipato del monarca, mentre anche il suo matrimonio sembrava avviarsi, come quello del suo predecessore, alla sterilità.
Dopo aver venduto tutto quanto poteva del patrimonio di famiglia, dall'argenteria all'artiglieria, infine Alderano I credette di aver trovato la soluzione dei suoi problemi mettendo sul mercato lo stesso ducato sovrano. Si parlò di un acquisto da parte degli Este di Modena, oppure da parte di papa Innocenzo XIII per conto del fratello Giuseppe Lotario Conti, ma alla fine, nel 1724, Alderano intavolò trattative segrete con la repubblica di Genova al fine di addivenire alla definitiva alienazione del ducato ai genovesi. Quando l'accordo era ormai praticamente raggiunto, però, Ricciarda, donna capace e risoluta, decise di intervenire e informò delle mene del marito l'imperatore e il granduca di Toscana, che non vedevano certo di buon occhio un'eventuale espansione dei genovesi, e l'affare fu mandato a monte dall'intervento di un commissario imperiale.
Praticamente in contemporanea, nel 1725, la duchessa diede finalmente alla luce una prima figlia, Maria Teresa, cui fecero seguito, nei cinque anni successivi, due altre bambine. In questo periodo, grazie soprattutto all'intervento di Ricciarda, la situazione finanziaria del ducato poté registrare qualche miglioramento.
Il fatto che la prole del duca fosse formata soltanto da femmine non costituiva un problema successorio insormontabile, dato che la legge salica non trovava applicazione nel ducato in forza del decreto del 16 luglio 1529 con cui l'imperatore Carlo V aveva concesso l'investitura del marchesato di Massa e signoria di Carrara suo jure a Ricciarda Malaspina, ava di Alderano, ai di lei discendenti maschi o, in mancanza, anche alle femmine, principio del quale comunque Alderano si fece dare conferma dall'imperatore poco prima di morire, a Roma, il 18 settembre 1731. Nel suo testamento, redatto pochi giorni prima del decesso, nominava Maria Teresa erede universale ed affidava la reggenza alla moglie ad al fratello Camillo. Ricciarda assunse con mano ferma il governo, che le fu confermato formalmente con diploma imperiale del 15 settembre 1732, con il quale veniva ufficialmente investita della tutela delle figlie, e lo mantenne poi fino al giugno del 1744, quando Maria Teresa, raggiunta la maggiore età, fu formalmente investita del ducato dall'imperatore Carlo VII di Baviera.

### Il matrimonio della figlia e le vicende della contea di Novellara
Come duchessina sovrana del suo pur piccolo stato, Maria Teresa costituiva un partito appetibile e fu compito di Ricciarda garantirle un matrimonio conveniente secondo le usanze e i criteri dell'epoca. Allo scopo stipulò per la figlia, nel corso degli anni '30, ben due successivi contratti matrimoniali.
Il primo fu connesso con il progetto di costituire nell'Italia centrale un secondo stato sabaudo. A tale scopo, il famoso generale e principe Eugenio di Savoia, cadetto di un ramo collaterale della famiglia, richiese la mano della giovanissima duchessina per il suo pronipote Eugenio Giovanni Francesco di Savoia-Soissons, unico discendente maschio della sua linea familiare, con il benestare dell'imperatore Carlo VI e del re di Sardegna Carlo Emanuele III, a cui lui guardava come al capo della famiglia. I capitoli matrimoniali vennero firmati a Vienna, dove il principe risiedeva, il 2 maggio 1732 e, nel mese di ottobre, furono ratificati mediante sottoscrizione di persona da parte della reggente e dei due promessi sposi durante una visita di cortesia del diciottenne conte a Massa: il matrimonio però non poté avere corso a causa della morte prematura del giovane, a Mannheim, il 23 novembre 1734.
La morte del pretendente sabaudo non determinò affatto l'affievolirsi dell'interessamento dell'imperatore per il matrimonio della duchessa di Massa, e, dopo che si erano fatti anche i nomi di un paio di principi di area tedesca, alla fine la scelta per la candidatura ricadde su Ercole Rinaldo d'Este, l'ultimo rampollo della dinastia regnante sul ducato di Modena e Reggio, il quale era addirittura due anni più giovane di Maria Teresa. Per gli Este il piccolo stato toscano avrebbe costituito l'agognato sbocco al mare (dopo la perdita di Ferrara un secolo e mezzo prima).
Per alcuni anni però Ricciarda si dimostrò irriducibile nel rifiutare di prendere in considerazione ulteriori candidature, data l'età ancora infantile della figliola. E questo nonostante fosse ancora aperta la questione della successione nella sua avita contea di Novellara e Bagnolo, per la soluzione della quale Ricciarda dipendeva esclusivamente dalle benevolenza di Vienna. Nel 1728, infatti, era deceduto, senza lasciare figli e privo di altri eredi maschi, il fratello Filippo Alfonso Gonzaga e Ricciarda fu chiamata ad amministrare, nella fase di interregno, la contea divenuta feudo vacante, in attesa delle decisioni imperiali sul destino della stessa.
Quando nel 1737 la duchessina ebbe compiuto dodici anni, l'imperatore da una lato investì della contea il duca Rinaldo I d'Este, nonno del suo candidato al matrimonio, dall'altro tornò alla carica con Ricciarda: lo zio della duchessa reggente, il marchese Carlo Filiberto II d'Este di San Martino, fu di nuovo incaricato di tornare a Massa per riaprire le trattative, anche in rappresentanza del nuovo duca di Modena Francesco III d'Este, padre dello sposo. Questa volta Ricciarda accondiscese e i capitoli nuziali furono siglati il 20 marzo 1738. Alla sposa veniva attribuita una dote di centomila scudi, ma il duca di Modena si impegnava viceversa, di tasca sua, ad incrementare di ventimila scudi le doti costituite nel testamento di Alderano I per le due sorelle minori di Maria Teresa. A matrimonio avvenuto, la duchessa avrebbe associato il marito nel governo dei suoi stati, mentre il duca di Modena si impegnava a permettere la separazione, in favore di Ricciarda Gonzaga, dei beni allodiali dalle ragioni feudali della contea di Novellara e Bagnolo, e, a matrimonio avvenuto, a lasciarne il pieno governo alla stessa Ricciarda vita natural durante, «così che al cedente non restasse che il diritto di sovranità, di cui non può spogliarsi».
Il matrimonio però dovette comunque essere posposto fino al 1741 in modo che il giovane Este arrivasse almeno alla soglia dei quattordici anni. Le nozze furono celebrate infine per procura a Massa il 16 aprile, con il già menzionato prozio di Maria Teresa, Carlo Filiberto d'Este di San Martino, a rappresentare lo sposo, e si riveleranno certamente tutt'altro che felici per la giovane duchessina.

### La morte
Ricciarda divise, da allora, la sua vita tra Novellara, Massa (che continuerà indirettamente a governare per la frequente assenza della figlia) e Reggio, residenza prescelta da Maria Teresa dopo la separazione di fatto dal marito.
Morì il 24 novembre 1768, all'età di 70 anni, a Massa, e fu tumulata nella cripta dei Cybo-Malaspina nel duomo.

## Discendenza
Alderano e Ricciarda ebbero tre figlie:
- Maria Teresa Cybo-Malaspina (Novellara, 29 giugno 1725 - Reggio Emilia, 25 dicembre 1790), sepolta nel tempio della Beata Vergine della Ghiara di Reggio, successe al padre come sovrana del ducato di Massa e Carrara, sotto la reggenza della madre fino al 1744, e con la sua assistenza anche in seguito;
- Principessa Maria Anna Matilde (Massa, 15 agosto 1726 - Roma, 8 ottobre 1797), sposò nel 1748 Orazio Albani, II principe di Soriano nel Cimino, patrizio di Urbino e patrizio genovese;
- Principessa Maria Camilla (Massa, 29 aprile 1728 - 2 agosto 1760) sposò nel 1755 Restaino Gioacchino di Tocco Cantelmo Stuart, quinto principe di Montemiletto, quinto principe di Pettorano, principe Titolare di Acaia, decimo duca di Popoli, quarto duca di Sicignano e duca di Apice, patrizio napoletano, patrizio veneto e grande di Spagna.

## Ascendenza
|                          |                             |                                      | Genitori                     |  |  | Nonni |  |  | Bisnonni           |  |  | Trisnonni          |  |
|                          |                             |                                      |                              |  |  |       |  |  | Camillo II Gonzaga |  |  | Camillo II Gonzaga |  |
|                          |                             |                                      |                              |  |  |       |  |  | Camillo II Gonzaga |  |  | Camillo II Gonzaga |  |
|                          |                             | Vittoria di Capua                    |                              |  |  |       |  |  | Camillo II Gonzaga |  |  |                    |  |
| Alfonso II Gonzaga       |                             |                                      |                              |  |  |       |  |  | Camillo II Gonzaga |  |  |                    |  |
|                          |                             | Caterina d'Avalos                    | Alfonso Felice d'Avalos      |  |  |       |  |  |                    |  |  |                    |  |
|                          |                             | Caterina d'Avalos                    | Alfonso Felice d'Avalos      |  |  |       |  |  |                    |  |  |                    |  |
|                          |                             | Caterina d'Avalos                    | Lavinia Feltria Della Rovere |  |  |       |  |  |                    |  |  |                    |  |
| Camillo III Gonzaga      |                             | Caterina d'Avalos                    |                              |  |  |       |  |  |                    |  |  |                    |  |
|                          |                             | Carlo I Cybo-Malaspina               | Alderano Cybo-Malaspina      |  |  |       |  |  |                    |  |  |                    |  |
|                          |                             | Carlo I Cybo-Malaspina               | Alderano Cybo-Malaspina      |  |  |       |  |  |                    |  |  |                    |  |
|                          |                             | Carlo I Cybo-Malaspina               | Marfisa d'Este               |  |  |       |  |  |                    |  |  |                    |  |
| Ricciarda Cybo Malaspina |                             | Carlo I Cybo-Malaspina               |                              |  |  |       |  |  |                    |  |  |                    |  |
|                          |                             | Brigida Spinola                      | Giannettino Spinola          |  |  |       |  |  |                    |  |  |                    |  |
|                          |                             | Brigida Spinola                      | Giannettino Spinola          |  |  |       |  |  |                    |  |  |                    |  |
|                          |                             | Brigida Spinola                      | Diana de Mari                |  |  |       |  |  |                    |  |  |                    |  |
| Ricciarda Gonzaga        |                             | Brigida Spinola                      |                              |  |  |       |  |  |                    |  |  |                    |  |
|                          | Filippo II Francesco d'Este | Sigismondo d'Este (1572–1628)        |                              |  |  |       |  |  |                    |  |  |                    |  |
|                          | Filippo II Francesco d'Este | Sigismondo d'Este (1572–1628)        |                              |  |  |       |  |  |                    |  |  |                    |  |
|                          | Filippo II Francesco d'Este | Francesca Charledes d'Antel d'Hostel |                              |  |  |       |  |  |                    |  |  |                    |  |
| Sigismondo III d'Este    | Filippo II Francesco d'Este |                                      |                              |  |  |       |  |  |                    |  |  |                    |  |
|                          |                             | Margherita di Savoia                 | Carlo Emanuele I di Savoia   |  |  |       |  |  |                    |  |  |                    |  |
|                          |                             | Margherita di Savoia                 | Carlo Emanuele I di Savoia   |  |  |       |  |  |                    |  |  |                    |  |
|                          |                             | Margherita di Savoia                 | Margherita de Rousillon      |  |  |       |  |  |                    |  |  |                    |  |
| Matilde d'Este           |                             | Margherita di Savoia                 |                              |  |  |       |  |  |                    |  |  |                    |  |
|                          |                             | Ercole Grimaldi                      | Onorato II di Monaco         |  |  |       |  |  |                    |  |  |                    |  |
|                          |                             | Ercole Grimaldi                      | Onorato II di Monaco         |  |  |       |  |  |                    |  |  |                    |  |
|                          |                             | Ercole Grimaldi                      | Ippolita Trivulzio           |  |  |       |  |  |                    |  |  |                    |  |
| Teresa Maria Grimaldi    |                             | Ercole Grimaldi                      |                              |  |  |       |  |  |                    |  |  |                    |  |
|                          |                             | Maria Aurelia Spinola                | Luca Spinola, di Gaspare     |  |  |       |  |  |                    |  |  |                    |  |
|                          |                             | Maria Aurelia Spinola                | Luca Spinola, di Gaspare     |  |  |       |  |  |                    |  |  |                    |  |
|                          |                             | Maria Aurelia Spinola                | Pellina Spinola              |  |  |       |  |  |                    |  |  |                    |  |
|                          |                             | Maria Aurelia Spinola                |                              |  |  |       |  |  |                    |  |  |                    |  |